# Guo Dan
Guo Dan (Tieling, 20 de dezembro de 1985) é uma arqueira chinesa, medalhista olímpica.

## Carreira
Guo Dan representou seu país nos Jogos Olímpicos em 2008, ganhando a medalha de prata por equipes em 2008.